# Čang Jü-süan
Čang Jü-süan, čínsky tradičně 張宇璇, zjednodušeně 张宇璇, pinyin Zhāngyǔxuān, (* 19. srpna 1994 Tchien-ťin) je čínská profesionální tenistka. Ve své dosavadní kariéře nevyhrála na okruhu WTA Tour žádný turnaj. V rámci okruhu ITF získala do roku 2018 tři tituly ve dvouhře a jeden ve čtyřhře.
Na žebříčku WTA byla ve dvouhře nejvýše klasifikována v dubnu 2016 na 166. místě a ve čtyřhře pak v listopadu 2015 na 299. místě.
Do sezóny 2018 v čínském fedcupovém týmu neodehrála žádný zápas.

## Tenisová kariéra
Premiérovým startem na nejvyšší grandslamové úrovni se stala dvouhra Australian Open 2013, kde podlehla v úvodním kole krajance Čeng Ťie ve třech setech. Na melbournskou událost se kvalifikovala ziskem divoké karty poté, co vyhrála nankingský turnaj Asia Pacific Australian Open Wildcard Playoff. Mezi muži na grandslam postoupil Wu Ti.

## Soukromý život
Narodila se roku 1994 v čínském městě Tchien-ťin do rodiny lékaře Tao-li Čanga a manažerky Ťi-chung Čchen. Dva roky trénovala v Tenisové akademii Nicka Bollettieriho ve floridském Bradentonu.

## Finále na okruhu ITF
| Dotace turnajů okruhu ITF | Dotace turnajů okruhu ITF |
| ------------------------- | ------------------------- |
| 100 000 $ tournaments     | 80 000 $ tournaments      |
| 75 000 $ tournaments      | 60 000 $ tournaments      |
| 50 000 $ tournaments      | 25 000 $ tournaments      |
| 15 000 $ tournaments      | 10 000 $ tournaments      |

### Dvouhra: 6 (3–3)
| Stav       | č. | datum           | turnaj                 | povrch | soupeřka ve finále | výsledek           |
| ---------- | -- | --------------- | ---------------------- | ------ | ------------------ | ------------------ |
| Vítězka    | 1. | 9. září 2012    | Yeongwol, Jižní Korea  | tvrdý  | Sin Wen            | 7–6, 3–6, 6–3      |
| Vítězka    | 2. | 27. dubna 2013  | Wen-šan, ČLR           | tvrdý  | Wang Čchiang       | 1–6, 7–6, 6–2      |
| Finalistka | 1. | 2. června 2013  | Čchangwon, Jižní Korea | tvrdý  | Risa Ozakiová      | 4–6, 4–6           |
| Finalistka | 2. | 31. srpna 2014  | Yeongwol, Jižní Korea  | tvrdý  | Choi Ji-hee        | 3–6, 4–6           |
| Vítězka    | 3. | 18. května 2015 | Wu-chan, ČLR           | tvrdý  | Liou Čchang        | 6–4, 6–0           |
| Finalistka | 3. | 28. září 2015   | Ču-chaj, ČLR           | tvrdý  | Čang Kchaj-čen     | 6–4, 1–6, 6–7(0–7) |

### Čtyřhra: 3 (1–2)
| Stav       | č. | datum           | turnaj                | povrch | spoluhráčka   | soupeřky ve finále              | výsledek      |
| ---------- | -- | --------------- | --------------------- | ------ | ------------- | ------------------------------- | ------------- |
| Finalistka | 1. | 9. září 2012    | Yeongwol, Jižní Korea | tvrdý  | Čang Nan-nan  | Kim Ji-young Yoo Mi             | 5–7, 4–6      |
| Vítězka    | 1. | 25. října 2015  | Su-čou, ČLR           | tvrdý  | Jang Čao-süan | Tchien Žan Čang Kchaj-lin       | 7–6(7–4), 6–2 |
| Finalistka | 2. | 26. března 2016 | Čchüan-čou, ČLR       | tvrdý  | Lu Ťing-ťing  | Šúko Aojamová Makoto Ninomijová | 3–6, 0–6      |